# Buch (Hunsrück)
Buch ist eine Ortsgemeinde im Rhein-Hunsrück-Kreis in Rheinland-Pfalz. Sie gehört der Verbandsgemeinde Kastellaun an.

## Geographie
Die Gemeinde Buch liegt auf einem Höhenzug im Hunsrück zwischen den tief einschneidenden Tälern des Wohnrother Bach und des Dünnbach auf etwa 400 m ü. NHN. Die Ortsteile Buch mit 813 Einwohnern (Stand: 3. Dezember 2010) und Mörz liegen etwa 45 km südsüdwestlich von Koblenz und 4 km westlich von Kastellaun.
| Mörsdorf      | Sabershausen                                | Uhler      |
| Sosberg       | Kompassrose, die auf Nachbargemeinden zeigt | Kastellaun |
| Mastershausen | Wohnroth und Krastel                        | Bell       |

## Geschichte

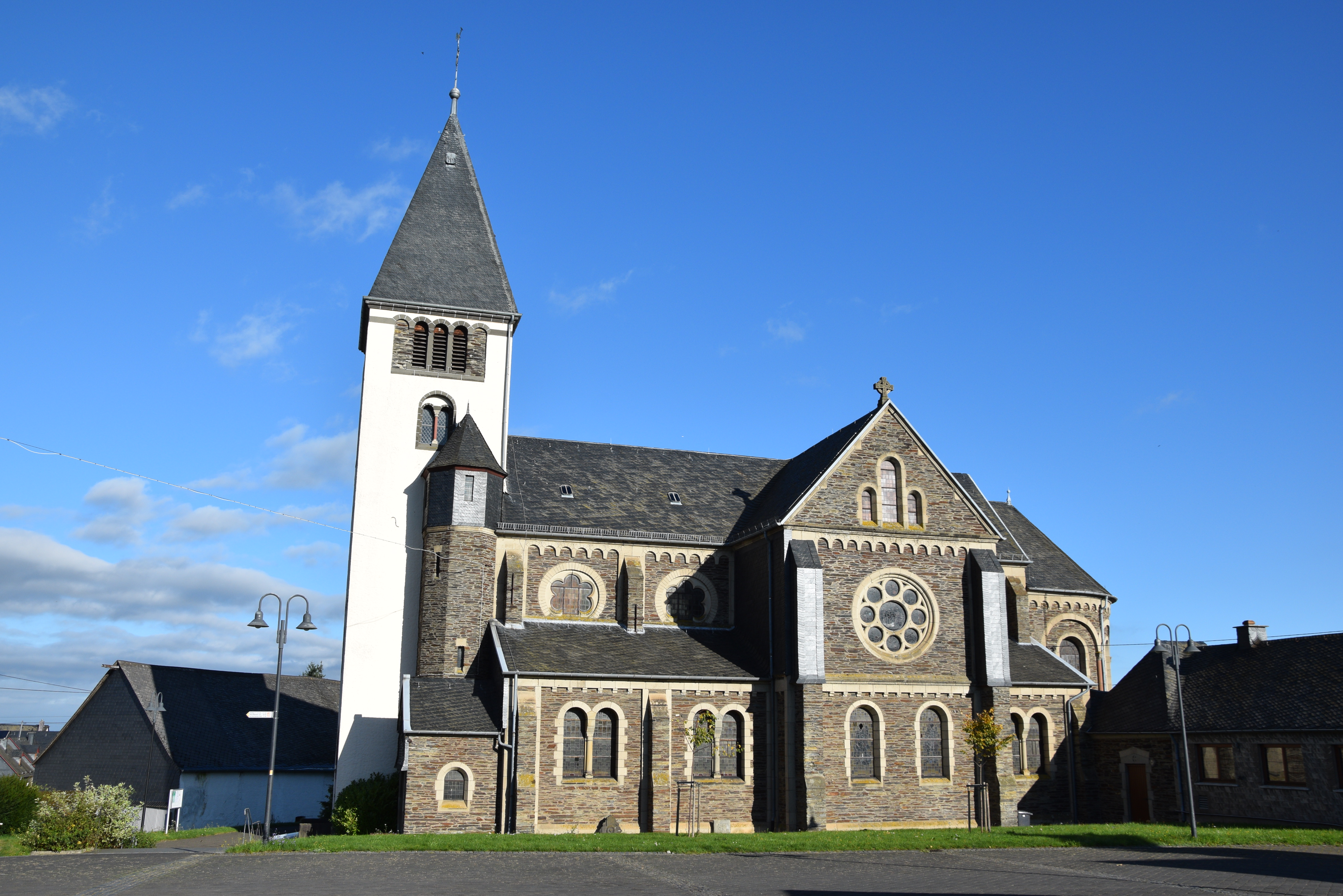
St. Nikolaus in Buch

Erste urkundliche Erwähnung im Jahre 1052. 1332 bestätigt Kaiser Ludwig der Bayer dem Kurfürsten Balduin alle Besitzungen des Erzstifts Trier, unter ihnen auch Balduinseck und Buch. Buch gehörte zum Beltheimer Gericht. Bis zum Ende des 15. Jahrhunderts lässt sich ein Rittergeschlecht „von Buch“ nachweisen.
Mit der Besetzung des linken Rheinufers 1794 durch französische Revolutionstruppen wurde der Ort französisch, 1815 wurde er auf dem Wiener Kongress dem Königreich Preußen zugeordnet.
In Buch unterhielten die Dernbacher Schwestern Arme Dienstmägde Jesu Christi vom 8. Dezember 1920 bis zum 31. März 1962 eine Filiale, das Josefskloster. Die dortigen Schwestern betreuten den Kindergarten, betrieben die ambulante Krankenpflege sowie eine Nähschule.
Seit 1946 ist der Ort Teil des damals neu gebildeten Landes Rheinland-Pfalz. Die heutige Gemeinde entstand am 17. März 1974 durch Zusammenschluss der Gemeinde Buch mit der bis dahin selbständigen Gemeinde Mörz.

## Politik

### Gemeinderat
Der Gemeinderat in Buch besteht aus zwölf Ratsmitgliedern, die bei der Kommunalwahl am 9. Juni 2024 in einer Mehrheitswahl gewählt wurden, und dem ehrenamtlichen Ortsbürgermeister als Vorsitzendem.

### Ortsbürgermeister
Ortsbürgermeister ist Tobias Vogt. Bei der Kommunalwahl am 26. Mai 2019 wurde der 2014 erstmals gewählte Ortsbürgermeister mit einem Stimmenanteil von 87,50 % in seinem Amt bestätigt. Bei der Kommunalwahl am 9. Juni 2024 wurde Vogt ohne Gegenkandidaten mit 75,8 % der Stimmen erneut wiedergewählt.

### Ortsbezirk
Nach der Hauptsatzung von Buch ist der Ortsbürgermeister in Personalunion auch Ortsvorsteher von Buch.

## Kultur und Sehenswürdigkeiten
- Ruine der Burg Balduinseck

Siehe auch:
- Liste der Kulturdenkmäler in Buch
- Liste der Naturdenkmale in Buch

## Persönlichkeiten
- Cláudio Kardinal Hummes (1934–2022), römisch-katholischer Theologe und Erzbischof von São Paulo, Nachfahre des aus Buch stammenden Johann Josef Hummes, der 1857 mit seiner Familie nach Brasilien auswanderte.
- Joachim Mertes (1949–2017), Politiker (SPD) und Präsident des Rheinland-Pfälzischen Landtages (zugleich von 1989 bis 2014 Bürgermeister der Ortsgemeinde), lebte und verstarb in Buch.
- Tobias Vogt (* 1988), Politiker (CDU) und Abgeordneter des rheinland-pfälzischen Landtages, lebt in Buch und ist dort Ortsbürgermeister.